# Euhybus antiquus
Euhybus antiquus är en tvåvingeart som beskrevs av Charles Howard Curran 1931. Euhybus antiquus ingår i släktet Euhybus och familjen puckeldansflugor. Inga underarter finns listade i Catalogue of Life.